# Hum (brdo iznad Mostara)
Hum je brdo iznad Mostara. Najviša kota je na 436 metara nadmorske visine. Najbliže vrhu vodi cestovni prilaz s juga. Hum okružuju Čekrk, Donja Mahala, Panjevina, Zahum, Donji i Gornji Vukodol, Privorac. Niži obronci obrasli su šumom. Podno sjeverne padine teče Radobolja. Na vrhu Huma je Milenijski križ koji je mjesto hodočašća.
Brda okružuju Mostarsku kotlinu i Hum je među nižima. Na prijelazu je iz niskoga hercegovačkog krša u visokoplaninsko područje. Geološki pripada mladom nabranom gorju i u širem smislu, predstavlja jugoistočni izdanak masiva Čabulje i najveću uzvisinu prema istoku u tom području. Omiljeno je mjesto odlazaka ljudi u prirodu.
Hum je uvijek imao stratešku važnost. Austro-Ugarska je u akciji zaposjedanja BiH 1878. godine oslobodila Mostar bez ikakve borbe. Prvo je zauzela brdo Hum, a sami Mostar 24. i 25. srpnja 1878. godine. Uz pristupnu cestu su i danas ostali bunkeri iz Drugoga svjetskog rata. Veliku je ulogu imao i u Domovinskom ratu, zbog čega još uvijek nije sasvim sigurno za kretanje. Bio je crta razgraničenja. Iz vremena velikosrpske agresije i zatim bošnjačko-hrvatskog građanskog rata ostala su brojna neaktivirana minsko-eksplozivna sredstva. Najopasnije je minirano područje u okolici Mostara uz Podveležje.

## Poveznice
- Hum iz zraka

## Vanjske poveznice
- HDZ BiH - Mostar  Arhivirana inačica izvorne stranice od 16. rujna 2019. (Wayback Machine) OBILJEŽENA 24. OBLJETNICA "LIPANJSKIH ZORA", 13. lipnja 2016.